# El Rey (sitio arqueológico)
El Rey es un yacimiento arqueológico de la  cultura maya precolombina, localizado en el sureste de México, en el territorio que hoy ocupa el estado de Quintana Roo, precisamente en el centro turístico de Cancún. 

## Geografía
El sitio de El Rey está localizado en la costa mexicana del mar Caribe, en el municipio de Benito Juárez, ciudad de Cancún, en el kilómetro 18 del bulevar Kukulcán, en la zona hotelera de la isla de Cancún. La isla está situada en las afueras del centro de la ciudad y está conectada por dos puentes con el continente. 
No se conoce el nombre original en lengua maya. El nombre El Rey viene de una escultura que pareció como un monarca, la cabeza de la cual se conserva en el Museo Arqueológico de Cancún.

## Historia
El sitio alcanzó su apogeo habitacional probablemente en el periodo clásico temprano (250–600 d. C.). Los primeros pobladores construyeron casas encima de plataformas, aunque los materiales orgánicos utilizados no han sido preservados a lo largo de los siglos. 
Entre los años 200 y 1200 d. C. los habitantes del sitio trabajaron como pescadores y en la extracción de sal. Estos productos eran comercializados en otras ciudades tierra adentro, se usaban para pagar tributos a los centros poderosos de la región y desde luego para su propia alimentación. 
En una época tardía el yacimiento ganó importancia porque llegaron inmigrantes del interior de la península de Yucatán, aproximadamente en el periodo de 1300 - 1550 d. C. Las estructuras que se puede ver actualmente provienen de esos tiempos y corresponden a los habitantes que se dedicaron a las actividades comerciales marítimas. 
Dentro de la red comercial costera El Rey fue uno de los puertos en la costa del Caribe. Otros puertos importantes en el sur fueron Xcaret, Xel Ha, Tulum, Tankah (localizado a cuatro kilómetros de Tulum) y Muyil. 
Después de la llegada de los españoles en el siglo XVI, el sitio fue abandonado por los mayas.

## Arqueología
El Rey es el más importante sitio arqueológico de la isla de Cancún y está formado de 47 estructuras que tuvieron funciones religiosas y profanas. Se han encontrado restos de pintura mural y dibujos asociados a los rituales mayas del período postclásico. 
Más adelante, las intervenciones arqueológicas efectuadas en los años setenta y ochenta del siglo XX, hicieron posible que hoy en día puedan visitarse las estructuras alineadas a lo largo de la calzada principal y sus dos pequeñas plazas. 
El edificio más importante es el número 2, que consta de un basamento piramidal con un templo, en el que se advierten al menos dos etapas constructivas. Durante las excavaciones efectuadas en el año 1975, en este edificio se encontró el entierro de una persona de alto rango, conteniendo un hacha de cobre, un brazalete y ornamentos de concha y hueso.